# 科斯季奇
47°17′14″N 32°13′14″E / 47.28722°N 32.22056°E
科斯季奇（烏克蘭語：Костичі），是烏克蘭的村落，位於該國南部尼古拉耶夫州，由巴什坦卡區負責管轄，始建於1794年，面積0.75平方公里，海拔高度30米，2001年人口923，人口密度每平方公里1,230.7人。